# 베리드 스타즈
《베리드 스타즈》(BURIED STARS)는 대한민국의 게임 기업 라인게임즈가 개발·배급하는 콘솔(PlayStation®4/Nintendo Switch™)커뮤니케이션x서바이벌x어드벤처 게임이다. 2020년 7월 30일 출시되었다. 그리고 2021년 11월 30일에 PC 버전으로 스팀에 출시하였다.

## 게임 소개

### 세계관 및 스토리
베리드 스타즈는 생방송 오디션 쇼 붕괴 현장을 배경으로 한다. 붕괴 현장에 갇혀버린 사람들은 서로와, 또는 SNS와 소통하며 구조대가 올 때까지 버티려 하지만 예기치 못한 사건이 벌어진다.
주인공의 멘탈과 캐릭터들과의 관계도에 따라 분기되는 멀티 엔딩이다.

## 등장인물

### [출연자 TOP 5]

#### 이규혁
· 27세, 180cm, 80kg, 휴학생 / 키워드 - '금수저'
큰 인기를 누렸던 싱어송라이터의 아들.
중간 투표 결과 1위.

#### 민주영
· 28세, 160cm, 52kg, 전 걸그룹 멤버 / 키워드 - '탈주자'
걸그룹 출신 보컬리스트.
중간 투표 결과 2위.

#### 오인하
· 25세, 164cm, 56kg, 댄스 크루 멤버 / 키워드 - '싸가지'
댄스 크루 출신의 출연자.
중간 투표 결과 3위.

#### 한도윤
·  25세, 178cm, 66kg, 인디밴드 베이시스트 / 키워드 - '배신자'
게임의 주인공, 밴드 마스커레이드의 베이시스트.
중간 투표 결과 4위.

#### 서혜성
· 20세, 170cm, 62kg, 무직 / 키워드 - '전과자'
막내 출연자, SNS를 통해 학교 폭력 가해자임이 폭로됨.
중간 투표 결과 5위.

### [STAFF]

#### 장세일
· 24세, 164cm, 52kg, WBS FD / '쇼 FD'
신승연 PD의 일을 돕는 조연출.
출연자들과 접점이 많다.

#### 신승연
· 33세, 164cm, 51kg, WBS PD / '쇼 총괄 PD'
이전 프로그램을 크게 흥행시킨 스타 PD.
베리드 스타즈의 새 시즌 총괄 PD로 낙점되었다.

### [??]
· 정체 모를 인물
이야기를 진행하다 보면 알게 된다.

## 게임 플레이
게임의 플레이 방식은 크게 커뮤니케이션, 서바이벌, 어드벤처로 나뉜다.

### [커뮤니케이션]
- 대화
- 정리/제시
- 페이터(SNS)
- 전화
- 메신저
- 조사

### [서바이벌]
- 멘탈
- 관계도

### [어드벤처]
- 시나리오 분기
- 컬렉션

## 성우[4]
주요 등장인물들의 성우진은 다음과 같다.
- 이규혁 : Kr CV. 류승곤 / Jp CV. 에구치 타쿠야
- 민주영 : Kr CV. 김하루 / Jp CV. 사토 리나
- 오인하 : Kr CV. 김연우 / Jp CV. 히카사 요코
- 한도윤 : Kr CV. 박성태 / Jp CV. 카키하라 테츠야
- 서혜성 : Kr CV. 남도형 / Jp CV. 시모노 히로
- 장세일 : Kr CV. 이경태 / Jp CV. 호시 소이치로
- 신승연 : Kr CV. 임윤선 / Jp CV. 키타무라 에리

## OST

### [베리드 스타즈 OST]
《베리드 스타즈》의 공식 OST 앨범 <베리드 스타즈 OST>가 발매되었다.
- 발매일 : 2021년 6월 1일
- 장르 : 게임, 록/메탈
- 발매사 : Dreamus
- 기획사 : 에스티메이트 유한회사
- 음원사이트 :  벅스, 멜론, 애플뮤직, 스포티파이 등

- 가수 ‘유수빈’이 보컬을 맡은 게임 오프닝곡이자 타이틀 곡인 ‘Be Honest’를 비롯해 총 26곡이 수록됐다.
- 작곡가 ‘Mazorski’와 ‘beggarprince’가 참여해 악곡의 다양성을 더한 세부 곡들과 함께 한정판에 삽입됐던 OST에서는 공개되지 않았던 OP 버전과 Credit 버전의 음원도 포함되었다.
| 곡제목                  | 작사     | 작곡         | 편곡         | 가수   |
| ----------------------- | -------- | ------------ | ------------ | ------ |
| BURIED STARS            |          | Mazorski     | Mazorski     |        |
| Unburied                |          | Mazorski     | Mazorski     |        |
| Buried                  |          | beggarprince | beggarprince |        |
| Betrayer                |          | Mazorski     | Mazorski     |        |
| Top5                    |          | Mazorski     | Mazorski     |        |
| Top5 ~Competition~      |          | Mazorski     | Mazorski     |        |
| Survivor's March        |          | Mazorski     | Mazorski     |        |
| Irregular               |          | beggarprince | beggarprince |        |
| If Ever                 |          | Mazorski     | Mazorski     |        |
| Ever More               |          | Mazorski     | Mazorski     |        |
| Tension                 |          | Mazorski     | Mazorski     |        |
| Announcement            |          | Mazorski     | Mazorski     |        |
| Exit                    |          | Mazorski     | Mazorski     |        |
| Collapse                |          | Mazorski     | Mazorski     |        |
| Mystery                 |          | Mazorski     | Mazorski     |        |
| Mystery ~Last Phase~    |          | Mazorski     | Mazorski     |        |
| Why Ever                |          | Mazorski     | Mazorski     |        |
| Survivor's Rondo        |          | beggarprince | beggarprince |        |
| Ever After              |          | Mazorski     | Mazorski     |        |
| Go Offstage             |          | beggarprince | beggarprince |        |
| Backstage               |          | beggarprince | beggarprince |        |
| Survivor's Lullaby      |          | beggarprince | beggarprince |        |
| Be Honest ~OP Ver.~     | Sooylbae | Mazorski     | Mazorski     | 이수빈 |
| Be Honest ~Credit Ver.~ | Sooylbae | Mazorski     | Mazorski     | 이수빈 |
| Be Honest               | Sooylbae | Mazorski     | Mazorski     | 이수빈 |
| Be Honest (Inst.)       |          | Mazorski     | Mazorski     |        |

## 제작 과정 이야기[6]

### [게임을 제작하게 된 계기]
- 라인게임즈 '팀 라르고'의 진승호 디렉터가 예전 작품을 만든 이후에 당시 회사에서 나가게 된 후 트위터(SNS)속의 글들이 계기가 되었다.
트위터(SNS)에서 디렉터는 자신의 소식이 알려지면서 자신의 여러 이야기가 트위터 타임라인에 올라오고, 그런 이야기가 화젯거리가 되는 것에 충격을 받고 정신적으로 힘든 부분을 겪었다고 한다. 그리고 난 후 시간이 지나서 자신이 겪은 것을 이야기로 만들면 재미있겠다. 라는 생각이 들었으며, 그것이 베리드 스타즈가 탄생하게 된 아이디어이자 출발이라고 한다.

### [게임 내 SNS '페이터']
- 페이스북과 트위터의 합성어로 게임 내의 SNS를 '페이터' 라고 이름을 정했다.
- 게임 안에서 보이는 페이터의 모습은 트위터 타임라인을 많이 모사한 모습이며, 트위터의 사용 방식을 많이 참고하였다.
- 디렉터의 경험과 체험을 들이기 위한 부분과도 관련 있다.

## 요구 사양
요구 사양은 다음과 같다.
| 항목   | 최소사양               | 권장사양               |
| ------ | ---------------------- | ---------------------- |
| OS     | Windows 10             | Windows 10             |
| CPU    | Intel® Core™ i5-6300U  | Intel® Core™ i5-6300U  |
| 램     | 4 GB RAM               | 4 GB RAM               |
| 하드   | 10 GB 사용 가능 공간   | 10 GB 사용 가능 공간   |
| 그래픽 | Intel® HD Graphics 520 | Intel® HD Graphics 520 |

## 스트리밍 정책[7]
1. 게임 내 특정 구간에 대한 제한
- 메인 루트 후반, 특정 시점에 게임 플레이 방송에 관한 안내 문구를 표시한다.
2. 일반적인 제한
- 제한 구간에 대한 것이 아니더라도 영상 및 스크린샷 게시가 제한되는 것이 있다.